# Temple (Pensilvania)
Temple es un lugar designado por el censo ubicado en el condado de Berks en el estado estadounidense de Pensilvania. En el Censo de 2010 tenía una población de 1877 habitantes y una densidad poblacional de 2.137,8 personas por km².

## Geografía
Temple se encuentra ubicado en las coordenadas 40°24′29″N 75°55′23″O / 40.40806, -75.92306. Según la Oficina del Censo de los Estados Unidos, Temple tiene una superficie total de 0.88 km², de la cual 0.87 km² corresponden a tierra firme y (0.88%) 0.01 km² es agua.

## Demografía
Según el censo de 2010, había 1877 personas residiendo en Temple. La densidad de población era de 2.137,8 hab./km². De los 1877 habitantes, Temple estaba compuesto por el 84.5% blancos, el 4.16% eran afroamericanos, el 0.43% eran amerindios, el 0.96% eran asiáticos, el 0.21% eran isleños del Pacífico, el 7.19% eran de otras razas y el 2.56% pertenecían a dos o más razas. Del total de la población el 16.78% eran hispanos o latinos de cualquier raza.